# リンカーン・コルセア
コルセア(Corsair)はフォードが製造、リンカーンブランドで販売しているSUVである。

## 初代 (2019年- )
2019年4月17日、ニューヨーク国際オートショーでデビュー。ナビゲーターとアビエーターに続く新世代リンカーンSUVであり、フォード・エスケープとプラットフォームを共有している。MKCの後継にあたり、リンカーンのラインナップの中ではコンパクトなSUVである。アメリカでは2019年秋に、中国での販売は2020年5月に開始された。
「コルセア」という名称は、以前はエドセル・コルセアやフォード・コルセアなどのフォード製品で使用されていた。
発売当初は、最高出力250 PS、最大トルク373 N･mを発揮する2.0リッター直列4気筒ターボと、最高出力280 PS、最大トルク420 N･mを発揮する2.3リッター直列4気筒ターボの2種類を設定。トランスミッションはいずれも8速ATを組み合わせる。駆動方式は、2.0リッターターボモデルがFFと4WD、2.3リッターターボモデルは4WDとなる。その後、2.5リッターエンジンを搭載したプラグインハイブリッドモデルである、グランドツーリングが追加された。
2022年9月12日、アメリカにてフェイスリフトされたコルセアを発表。フロントグリルとデイタイムランニングライトのデザインを変更したほか、新しいボディカラーを2色ラインナップした。また、2.3リッターターボモデルは廃止された。
2023年4月、上海モーターショーにて中国市場向けにフェイスリフトされたコルセアが発表された。エクステリアデザインに新言語を採用し、豪華さと質感を高めた。

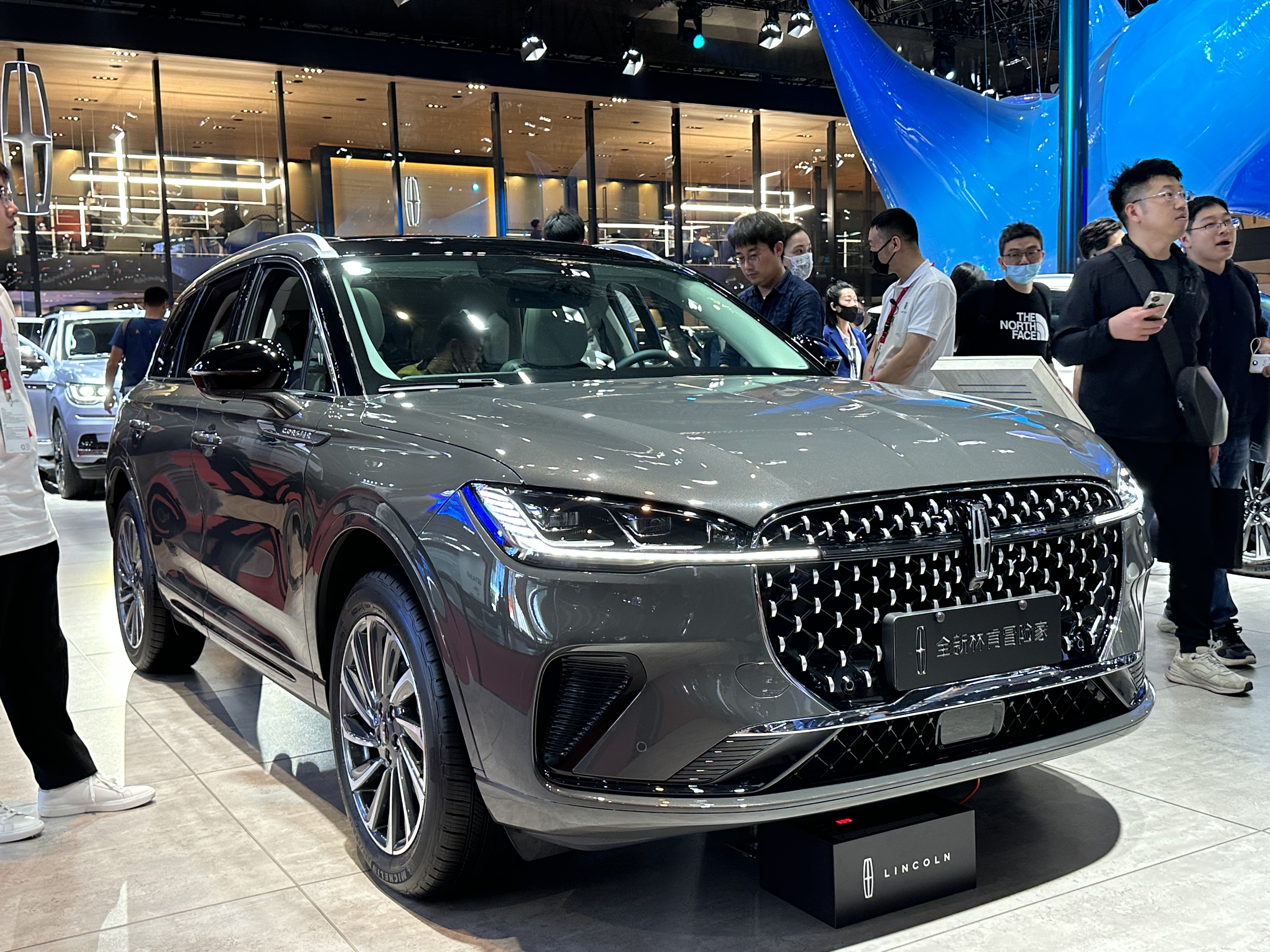
中国仕様（フェイスリフト後）
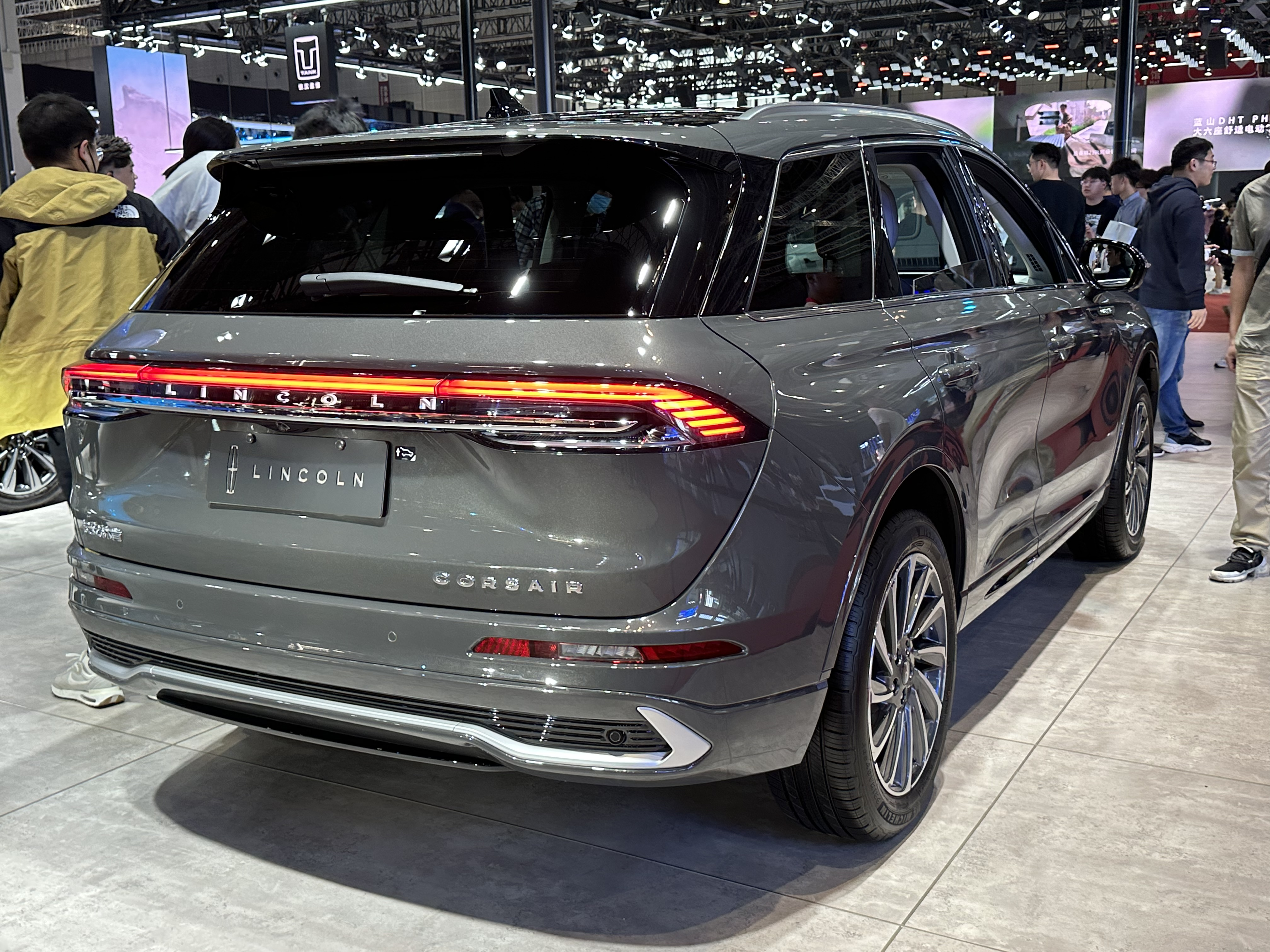
中国仕様（フェイスリフト後）

## 販売
| 年   | 米国   | 中国   |
| ---- | ------ | ------ |
| 2019 | 25,815 | —      |
| 2020 | 26,227 | 30,367 |
| 2021 | 22,790 | 45,779 |
| 2022 | 27,668 | 37,085 |